# 高見順

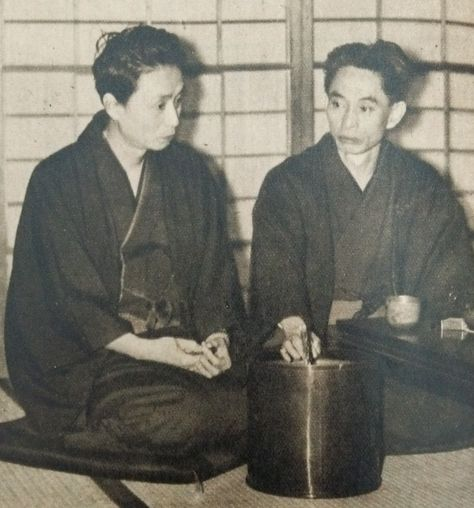
高見順（左）和川端康成（右）

高見順（たかみ じゅん、1907年1月30日—1965年8月17日）是日本小說家、詩人。本名高間芳雄。代表作有『故舊當忘懷』等。

## 經歷
福井縣坂井郡三國町（現・坂井市三國町）出身。1924年，進入第一高等學校文科，在學中開始文藝活動。1927年，一高畢業，進入東京帝國大學文學部英文學科。在學中參加同人雜誌『文藝交錯』、『大學左派』的創刊，往普羅文學之道發展。畢業後，據說參加日本無產階級作家同盟。1933年，因違反治安維持法的嫌疑被捕，表明「轉向」，半年後被釋放。1935年，成為第1回芥川賞候補，確立作家的地位。1936年，思想犯保護觀察法施行後，再被調查。戰後，陸續發表私小說風格的作品。和堂兄永井荷風並稱日記作家，『高見順日記』成為昭和史的史料。回想記有『昭和文學盛衰史』等。過世後被追贈文化功勞者。

## 主要著作
- 『故舊當忘懷』人民社 1936年
- 『樹木派』 1950年
- 『昭和文學盛衰史』全2巻 文藝春秋新社 1958年

## 關連項目
- 高見順賞

## 外部連結
- 高見順：作家別作品リスト （页面存档备份，存于）